# 芝しってる
芝 しってる（しば しってる、1950年 - ）は、愛媛県出身の漫画家。本名：芝 知照（しば ともてる）。森田拳次に師事した。

## 作品リスト
- すかたんワン公（少年画報 1971年7号読切り）[1]
- 仮面ライダーアマゾン（たのしい幼稚園 1975年） - 写真合成マンガ。
- ぐるぐるメダマン（テレビマガジン 1976年8月号 - 1977年2月号）
- ゴッドニャン（テレビマガジン 1977年2月号 - 5月号） - 意地悪ネコのゴッドニャンが主人公のギャグマンガ。
- ギャ〜☆ウルトラマン（テレビマガジン 1979年） - 『ザ☆ウルトラマン』のパロディキャラクター。
- ウルトラマン10（テレビマガジン 1980年） - 読みは「ジュー」。『ウルトラマン80』のパロディキャラクター。
- ニッコリタイム
- あおぞら家族（聖教新聞 2003年4月 - 2016年7月）
- まんが偉人物語
- テクテクさん（公明新聞 2019年現在連載中）